# Vyšehradská smlouva

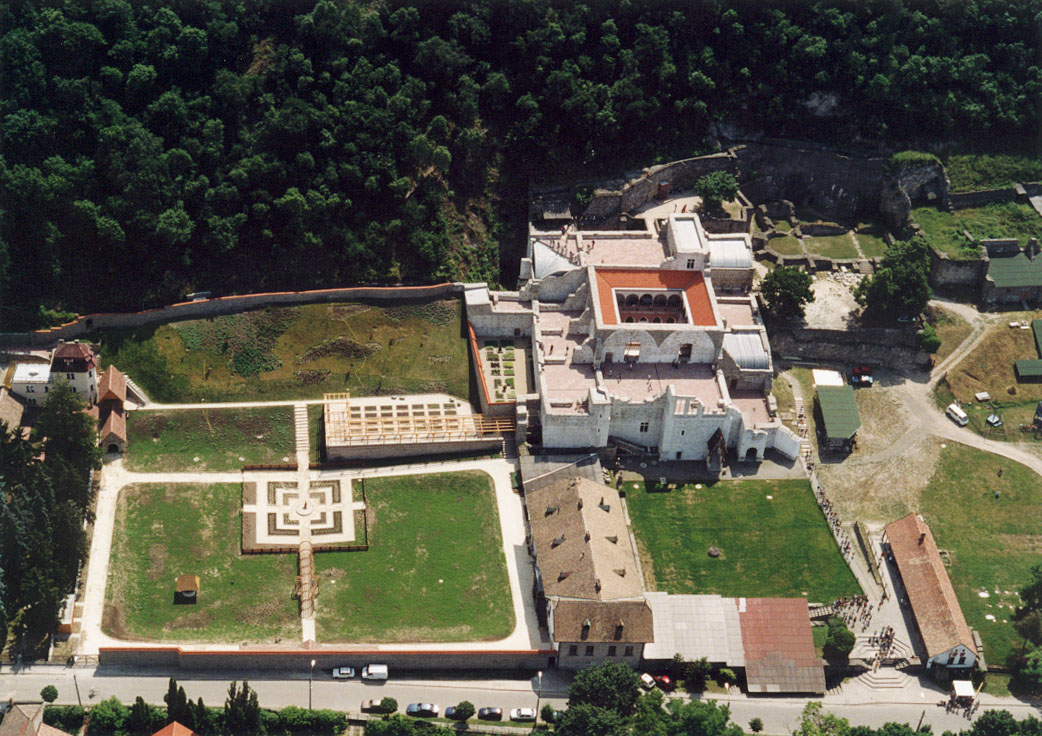
Visegrád - královský palác v Maďarsku

Vyšehradská smlouva byla smlouva uzavřená roku 1335 v uherském Visegrádu mezi českým králem Janem Lucemburským a polským králem Kazimírem III. Uherský král Karel I. Robert byl prostředníkem.
Byla uzavřena v listopadu 1335 po dvouměsíčním jednání a jejím základem bylo uzavření protihabsburské koalice a dále vzdání se práva Jana Lucemburského na titul polského krále výměnou za uznání české suverenity nad Slezskem a sumu 20 000 kop českých grošů (obsahují 4 tuny ryzího stříbra).
Původní situace byla taková, že polský královský titul drželi od dob Václava II. čeští králové, což zpochybňovalo Kazimírovo postavení polského panovníka. Kazimír se proto snažil zajistit se proti nynějšímu českému králi Janu Lucemburskému spojenectvím s císařem Ludvíkem Bavorem, Habsburky a bavorskými Wittelsbachy. Jan Lucemburský počítal s tím, že jistě dojde k vojenskému střetnutí a sbíral již vojsko. Jeho syn, moravský markrabí Karel (později císař Karel IV.), se však chopil iniciativy a navázal s Kazimírem diplomatické jednání. Z něj vyplynulo řešení ožehavé situace: Jan Lucemburský se vzdá titulu polského krále a získá za to trvale Slezsko. Dohodu měl zprostředkovat uherský král Karel I. Robert (z Anjou), švagr obou panovníků. Předběžné podmínky česko-polského míru byly dojednány v létě roku 1335 v Trenčíně, kam Kazimír vyslal své posly. V listopadu téhož roku se pak osobně dostavil do uherského Visegrádu, aby za přítomnosti krále Jana Lucemburského i Karla I. Roberta úmluvu slavnostně potvrdili a „učinili mezi sebou přísahy a smlouvy o vzájemném zachování věrnosti a smíření“. Kromě lenní svrchovanosti nad Slezskem bylo stanoveno, že český král obdrží náhradou ještě dvacet tisíc kop pražských grošů.
V doprovodu Jana Lucemburského pak přijel mladý Kazimír III. 6. prosince 1335 do Prahy, a jak se píše ve Zbraslavské kronice „přijav četné pocty, zůstal v Praze devět dní,“ a „…vraceje se domů, radostně si odnášel se souhlasem českého krále Jana právo a titul království Polského.“